# Élections législatives jamaïcaines de 1989
Des élections législatives ont lieu en Jamaïque le 9 février 1989. Elles sont remportées par le Parti national du peuple, qui gagne 45 sièges sur 60. La participation est de 78,4 %.

## Résultats
| Parti                          | Votes   | %    | Sièges | +/-     |
| ------------------------------ | ------- | ---- | ------ | ------- |
| Parti national du peuple       | 473 754 | 56,6 | 45     | Nouveau |
| Parti travailliste de Jamaïque | 362 589 | 43,3 | 15     | -45     |
| Indépendants                   | 628     | 0,1  | 0      | 0       |
| Votes blancs/invalides         | 8 514   | –    | –      | –       |
| Total                          | 845 485 | 100  | 60     | 0       |
| Source : Nohlen                |         |      |        |         |